# Hünensteg
Hünensteg oder Acapulco ist eine Insel im südlichen Becken des Beetzsees. Sie liegt nahe dem westlichen Seeufer in der Stadt Brandenburg an der Havel. Zwischen der Insel und dem Westufer verläuft die Regattastrecke Beetzsee. Der Hünensteg ist etwa 120 Meter lang und 70 Meter breit. Früher war der Hünensteg eine Halbinsel. Im Zuge des Baus der Regattastrecke entstand die Insel durch einen Durchstich. Während des letzten Ausbaus der Sportstätte wurde die Insel 2010 durch Abbaggern und Aufspülen nach Osten verlagert. „Acapulco“, wie die Insel allgemein genannt wird, wird in den Sommermonaten als Badeinsel genutzt. Auch Tiere leben auf ihr, zum Beispiel Europäische Biber. Der Hünensteg liegt im Landschaftsschutzgebiet Westhavelland.